# Alain Chautems
Alain Chautems is een Zwitserse botanicus die is gespecialiseerd in de plantenfamilie Gesneriaceae. Hij is werkzaam als conservator van Conservatoire et Jardin botaniques de la ville de Genève, de botanische tuin in Genève. In 1985 is hij gepromoveerd op onderzoek naar het geslacht Nematanthus. Hij heeft gestudeerd aan het Smithsonian Institution in Washington D.C.
Hij houdt zich bezig met wetenschappelijk onderzoek naar neotropische plantensoorten uit de familie Gesneriaceae en vooral de soorten uit Brazilië. Ook probeert hij de collectie van deze plantensoorten in de botanische tuin uit te breiden, waarvoor hij regelmatig naar Brazilië afreist. Hier werkt hij onder meer samen met de Braziliaanse botanicus Mauro Peixoto. In het kader van de publicatiereeks Flora Neotropica houdt hij zich bezig met het beschrijven van de geslachtengroep Sinningiea. Ook houdt hij zich bezig met de taxonomie en fylogenie van de geslachtengroepen Episcieae (geslachten: Codonanthe en Nematanthus)
en Gloxinieae, floristische beschrijvingen van verschillende locaties en regio's in Brazilië en het opstellen van een checklist voor Gesneriaceae-soorten uit de Zuidkegel.
Chautems heeft gepubliceerd in meerdere wetenschappelijke tijdschriften, waaronder American Journal of Botany en Brittonia. In 2006 heeft hij een onderscheiding toegekend gekregen van The Gesneriad Society voor zijn verdiensten.